# Businesscase
Een businesscase of een haalbaarheidsstudie is een projectmanagement-term waarin de zakelijke afweging om een project of taak te beginnen beschreven wordt. In de businesscase worden de kosten tegen de baten afgewogen, rekening houdend met de risico's. Vaak wordt aan de hand van de businesscase besloten om wel of niet te starten en/of verder te gaan met een project.

## Soorten
Businesscases variëren van veelomvattend en zeer gestructureerd, zoals is vereist voor formele projectmanagementmethodologieën, tot informeel en bondig. Additionele informatie in formele businesscases kan zijn de achtergrond van het project, de verwachte voordelen voor de organisatie, de mogelijke opties die te overwegen zijn (met redenen voor afwijzing of acceptatie), de verwachte kosten van het project, een gap analysis en de verwachte risico's. Niets doen moet ook als optie worden onderzocht, inclusief de kosten en risico's van inactiviteit. De rechtvaardiging van een project zal namelijk worden afgeleid van al deze informatie.
Een businesscase is geen statisch document. Gedurende de gehele levensduur van een project moet de businesscase actueel en valide gehouden worden. Deze actualisering zal meestal plaatsvinden bij de faseovergangen van een project. De actualisering dient ervoor om te zorgen dat:
- de zakelijke rechtvaardiging van het project nog steeds valide is,
- het project een oplossing zal aandragen die nuttig is voor de organisatie.

Het resultaat van een herziening kan het einde of wijziging van het project betekenen. De businesscase kan ook onderhevig zijn aan verandering, als een herziening aantoont dat bedrijfsvoering die het betreft is afgezwakt of gewijzigd. Dit zal de betrokkenen in een project wakker schudden en de zaken in een groter perspectief doen beschouwen.

## Formelebusinesscases
Formele businesscases worden getoetst om zeker te zijn dat:
- de investering winst oplevert, dan wel binnen de financiële kaders blijft
- het project correct beheerd zal worden,
- de organisatie de capaciteiten heeft om de voorgestelde voordelen waar te maken,
- de organisatie toegewijde hulpbronnen efficiënt benut,
- projecten met onderlinge afhankelijkheden worden uitgevoerd in optimale volgorde.

## Doelstellingen
Het businesscase-proces garandeert dat:
- de belangrijkste eisen beschouwd en gedocumenteerd zijn
- voldoende informatie beschikbaar is om eerlijk verschillende voorstellen te evalueren
- zowel de winst als de risico's, die inherent zijn aan het project, helder zijn
- het project wordt gefinancierd, en de toewijding heeft van, een manager of directielid met de capaciteiten en bevoegdheid om de voordelen van het project waar te maken
- de benodigde experts en/of afdelingen aangeven dat het project technisch uitvoerbaar is
- de oplevering van het eindresultaat en de voordelen traceerbaar en meetbaar zijn

## Eigenschappen
Het businesscase-proces heeft de volgende eigenschappen:
- aanpasbaar - het is maatwerk afhankelijk van de omvang en de risico's van het voorstel,
- consistent - de businesscases worden steeds op eenzelfde manier gemaakt, zodat projecten onderling vergelijkbaar worden.
- zakelijk - het kijkt meer naar de bedrijfsmatige aspecten dan naar de technische kant van de zaak.
- volledig - alle relevante factoren om een complete evaluatie te maken zijn inbegrepen,
- begrijpelijk - de inhoud is duidelijk, relevant, logisch, eenvoudig uit te voeren en te evalueren,
- meetbaar - alle belangrijke aspecten kunnen gekwantificeerd worden om de voortgang te traceren en te meten,
- transparant - het is helder wie voor elk onderdeel  verantwoordelijk is.
- verantwoord - eventuele randvoorwaarden worden genoemd. Zoals verantwoordelijkheden en toezeggingen die nodig zijn voor de oplevering van de voordelen en het beheer van de kosten en risico's.

## Bestaansredenen
De bestaansredenen van een formeel businesscase-proces zijn dat het:
- een manier van denken introduceert die ervoor zorgt dat mensen met de bevoegdheid projecten aan te bevelen de voordelen, risico's en relatieve prioriteit fundamenteel beschouwen tijdens het indienen van een projectvoorstel,
- diegene die een project voorstellen verplicht stelt aan te tonen wat de toegevoegde waarde is voor de organisatie,
- het management de mogelijkheid geeft voorgestelde projecten te beoordelen op toegevoegde waarde voor de organisatie en of ze haalbaar zijn vergeleken met de voordelen van alternatieve voorstellen,
- het management de mogelijkheid geeft objectief het uiteindelijke resultaat te beoordelen van de voordelen die genoemd zijn in de businesscase.

## Het ontwikkelen van eenbusinesscase
Een businesscase kun je zien als een voorstel aan een organisatie om een investering te doen. Het ontwikkelen van een businesscase is dan ook in de eerste plaats het ontwikkelen van draagvlak voor een investeringsbesluit. Een zorgvuldig proces met de juiste belanghebbenden is hierbij doorgaans belangrijker dan de vorm van het eindproduct.

## Onderdelen
Een businesscase zal enkele of alle van de volgende types van informatie moeten bevatten (afhankelijk van de omvang, timing, schaal en beschikbaarheid van de informatie):
- Referentie - projectnaam en -referentie, oorsprong/achtergrond/huidige status
- Context - Bedrijfsdoelen en -mogelijkheden, strategische positionering binnen de organisatie (prioritering)
- Winstvoorstel - gewenste organisatorisch resultaat, resultaatplanning, organisatorische voordelen, gekwantificeerde winst, kosten/opbrengst, financieel scenario, risico's/kosten van het niet doorzetten, projectrisico's (betreffende het project, de voordelen en de organisatie)
- Focus - Probleem- en oplossingsblikveld, aannames/tegenstellingen, opties die geïdentificeerd/geëvalueerd zijn, onderzoek naar omvang, schaal en complexiteit
- Oplevering - resultaat, oplevering en geplande voordelen, organisatorische domeinen met impact (intern en extern), belangrijkste aandeelhouders, afhankelijkheden
- Werklast - aanpak, fasedefinities, projectactiviteiten, technische opleveringsactiviteiten, werklast schatting/verdeling, projectplan en -schema, kritisch pad
- Benodigde hulpbronnen - projectteamleiding, projectteambeheer, projectteam hulpbronnen, financiering
- (verplichte) Toezeggingen - projectgereedschappen, rapportageprocessen, opleveringsschema, financieel budget/schema

(Bovenstaande opsomming is uit het Engels vertaald en is vatbaar voor verbetering of dient in overeenstemming met de Engelse versie verbeterd te worden.)

## Overheid
Een business case is gericht op de kosten en baten op (uiteindelijk) één begroting. Bij overheidsprojecten komt het vaak voor dat een investering ten koste van één partij baten oplevert bij andere partijen. Men spreekt daar van een maatschappelijke kosten-batenanalyse (MKBA). In een kosten-batenanalyse kunnen financiële en niet-financiële kosten en baten opgenomen worden. In 2015 heeft het  Ministerie van Financiën een handleiding uitgegeven voor het opstellen van een business case in de publieke sector.